# Toluca de Lerdo
Toluca (amtlicher Name: Toluca de Lerdo) ist die Hauptstadt des zentralmexikanischen Bundesstaates México und der gleichnamigen Gemeinde Toluca.

## Geografie und Klima

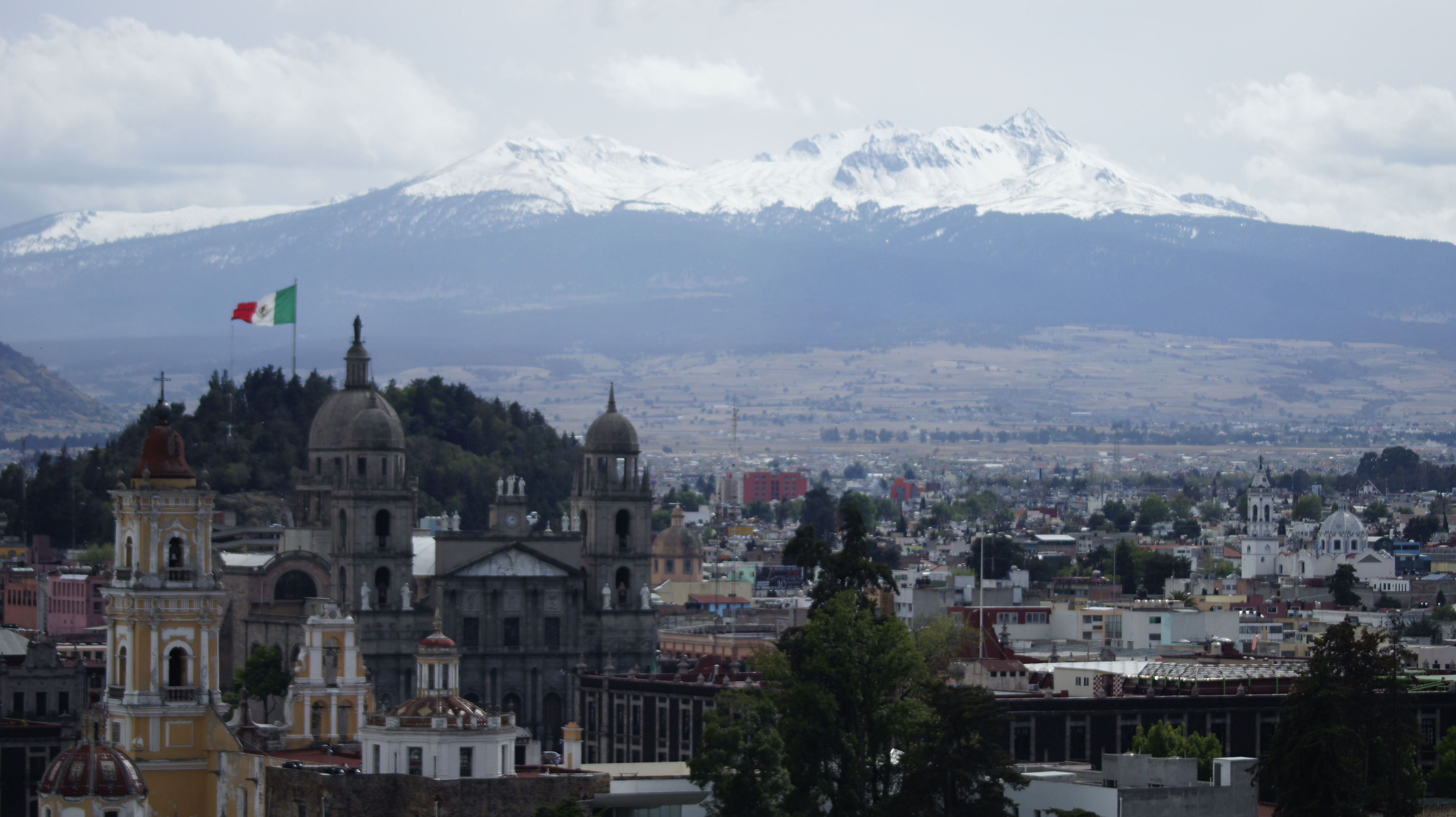
Der Berg Nevado de Toluca

Die rasch wachsende Staatshauptstadt Toluca zählte im Jahr 2010 489.333 Einwohner. Toluca liegt ungefähr 65 km südwestlich von Mexiko-Stadt im Matlatzinco-Tal am Fluss Lerma auf einer Meereshöhe von 2638 m. Der Ballungsraum um Toluca de Lerdo, die Zona Metropolitana del Valle de Toluca, in dem über eine Million Menschen leben, ist eine der wichtigsten Agglomerationen Mexikos.
Aufgrund der großen Höhe ist das örtliche Klima gemäßigt-semihumid (halb-feucht) mit einer Jahresdurchschnittstemperatur von 13,5 °C und einem durchschnittlichen jährlichen Niederschlag von 737,6 mm. Im Winter kann Frost vorkommen.
|                       | Jan  | Feb  | Mär  | Apr  | Mai  | Jun   | Jul   | Aug   | Sep  | Okt  | Nov  | Dez  |   |       |
| Mittl. Tagesmax. (°C) | 18,6 | 19,9 | 22,3 | 23,2 | 23,5 | 21,7  | 20,4  | 20,7  | 20,6 | 20,8 | 20,0 | 18,9 | ⌀ | 20,9  |
| Mittl. Tagesmin. (°C) | 1,4  | 2,6  | 4,4  | 6,6  | 8,2  | 9,3   | 8,7   | 8,4   | 8,4  | 6,5  | 3,9  | 2,4  | ⌀ | 5,9   |
|                       |      |      |      |      |      |       |       |       |      |      |      |      |   |       |
| Niederschlag (mm)     | 14,8 | 10,7 | 12,7 | 26,0 | 64,7 | 132,2 | 144,6 | 128,0 | 98,8 | 53,5 | 11,6 | 7,1  | Σ | 704,7 |
|                       |      |      |      |      |      |       |       |       |      |      |      |      |   |       |
| Regentage (d)         | 2,6  | 3,5  | 3,8  | 7,4  | 13,6 | 18,1  | 23,3  | 22,7  | 17,4 | 9,5  | 3,9  | 1,7  | Σ | 127,5 |

| 1,4 |

| 2,6 |

| 4,4 |

| 6,6 |

| 8,2 |

| 9,3 |

| 8,7 |

| 8,4 |

| 8,4 |

| 6,5 |

| 3,9 |

| 2,4 |

| 1,4 |

| 2,6 |

| 4,4 |

| 6,6 |

| 8,2 |

| 9,3 |

| 8,7 |

| 8,4 |

| 8,4 |

| 6,5 |

| 3,9 |

| 2,4 |

## Geschichte
Historisch fand die Gründung der Stadt um das Jahr 640 statt. Dabei wird angenommen, dass die Tolteken die Stadt gründeten. Der Name der Stadt leitet sich von dem Nahuatl-Namen Tollocan ab, dessen Bildung folgendermaßen zu erklären ist: Grundwort ist tōlin, „Binse“, erweitert durch das assimilierte Nominalsuffix yo’, zu einer adjektivischen Bedeutung, und das Lokativsuffix can. Die Bedeutung ist „Ort mit vielen Binsen“. Die koloniale Siedlung Toluca wurde bereits im frühen 16. Jahrhundert durch europäische Missionare begründet. Während der Kolonialzeit entwickelte sich die Stadt zu einem wichtigen Umschlagplatz für landwirtschaftliche Erzeugnisse aus der Region. Seit 1846 ist Toluca de Lerdo die Hauptstadt des Bundesstaates México, 72 Kilometer von der Hauptstadt des Landes Mexiko entfernt.

## Politik und Verwaltung
Die Stadt ist Sitz der Regierung des Bundesstaates México.
Der amtierende Gemeindepräsident Tolucas ist Juan Rodolfo Sánchez Gómez. Er hat das Amt seit dem 1. Januar 2019 inne.
| Namen der Gemeindepräsidenten und Gemeindepräsidentinnen | Regierungsperiode aufnahme | Regierungsperiode ausschied | Amtszeit in Jahren | Parteizugehörigkeit des Amtsträgers                                                                          |
| -------------------------------------------------------- | -------------------------- | --------------------------- | ------------------ | --- |
| Gustavo Durán Vilchis                                    | 1940                       | 1941                        | 1                  | Partido Revolucionario Institucional als Party of the Mexican Revolution (Partido de la Revolución Mexicana) |
| Juan Fernández Albarrán                                  | 1942                       | 1943                        | 1                  | Partido Revolucionario Institucional als Party of the Mexican Revolution (Partido de la Revolución Mexicana) |
| Justo García                                             | 1944                       | 1945                        | 1                  | Partido Revolucionario Institucional als Party of the Mexican Revolution (Partido de la Revolución Mexicana) |
| Antero González                                          | 1946                       | 1948                        | 2                  | Partido Revolucionario Institucional (als) PRI (ab 1946)                                                     |
| Felipe Chávez Becerril                                   | 1949                       | 1951                        | 2                  | Partido Revolucionario Institucional (als) PRI (ab 1946)                                                     |
| Antonio Vilchis Hernández                                | 1952                       | 1954                        | 2                  | Partido Revolucionario Institucional (als) PRI (ab 1946)                                                     |
| Carlos Hank González                                     | 1955                       | 1957                        | 2                  | Partido Revolucionario Institucional (als) PRI (ab 1946)                                                     |
| Felipe Chávez Becerril                                   | 1958                       | 1960                        | 2                  | Partido Revolucionario Institucional (als) PRI (ab 1946)                                                     |
| Aurelio Zúñiga Nájera                                    | 1961                       | 1963                        | 2                  | Partido Revolucionario Institucional (als) PRI (ab 1946)                                                     |
| Jaime Ponds Hernández                                    | 1964                       | 1966                        | 2                  | Partido Revolucionario Institucional (als) PRI (ab 1946)                                                     |
| Felipe Chávez Becerril                                   | 1967                       | 1969                        | 2                  | Partido Revolucionario Institucional (als) PRI (ab 1946)                                                     |
| Alfonso Gómez de Orozco                                  | 1970                       | 1972                        | 2                  | Partido Revolucionario Institucional (als) PRI (ab 1946)                                                     |
| Arturo Martínez Legorreta                                | 1973                       | 1975                        | 2                  | Partido Revolucionario Institucional (als) PRI (ab 1946)                                                     |
| Yolanda Sentíes de Ballesteros                           | 1976                       | 1978                        | 2                  | Partido Revolucionario Institucional (als) PRI (ab 1946)                                                     |
| José Antonio Muñoz Samayoa                               | 1979                       | 1981                        | 2                  | Partido Revolucionario Institucional (als) PRI (ab 1946)                                                     |
| Emilio Chuayffet Chemor                                  | 1982                       | 1984                        | 2                  | Partido Revolucionario Institucional (als) PRI (ab 1946)                                                     |
| Agustín Gasca Pliego                                     | 1985                       | 1987                        | 2                  | Partido Revolucionario Institucional (als) PRI (ab 1946)                                                     |
| Laura Pavón Jaramillo                                    | 1988                       | 1990                        | 2                  | Partido Revolucionario Institucional (als) PRI (ab 1946)                                                     |
| Enrique González Isunza                                  | 1991                       | 1993                        | 2                  | Partido Revolucionario Institucional (als) PRI (ab 1946)                                                     |
| Ramón Arana Pozos                                        | 1993                       | 1993                        | 0                  | Partido Revolucionario Institucional (als) PRI (ab 1946)                                                     |
| Alejandro Ozuna Rivero                                   | 1994                       | 1996                        | 2                  | Partido Revolucionario Institucional (als) PRI (ab 1946)                                                     |
| Armando Garduño Pérez                                    | 1997                       | 2000                        | 3                  | Partido Revolucionario Institucional (als) PRI (ab 1946)                                                     |
| Juan Carlos Núñez Armas                                  | 2000                       | 2003                        | 3                  | Partido Acción Nacional                                                                                      |
| Armando Enriquez Flores                                  | 2003                       | 2006                        | 3                  | Partido Acción Nacional                                                                                      |
| Juan Rodolfo Sánchez Gómez                               | 2006                       | 2009                        | 3                  | Partido Acción Nacional                                                                                      |
| Maria Elena Barrera Tapia                                | 2009                       | 2012                        | 3                  | Partido Verde Ecologista de México                                                                           |
| Martha Hilda González Calderón                           | 2013                       | 2015                        | 2                  | Partido Verde Ecologista de México                                                                           |
| Fernando Zamora Moralez                                  | 2016                       | 2018                        | 2                  | Partido Revolucionario Institucional                                                                         |
| Juan Rodolfo Sánchez Gómez                               | 2019                       | amtierend                   | amtierend          | Movimiento Regeneración Nacional                                                                             |

## Wirtschaft und Verkehr
Die vergangenen Jahrzehnte waren in Toluca, wie vielerorts in Mexiko, geprägt durch einen rasanten Wandel der Wirtschaftsstruktur der noch immer andauert – weg von einer traditionell stark auf Landwirtschaft und Handwerk basierenden Ökonomie, hin zu einer modernen Industrie- und Dienstleistungsgesellschaft. Heute sind in Toluca zahlreiche nationale und internationale Großunternehmen ansässig, wie z. B. FCA México, General Motors oder Nestlé, Alpla, Henkel, Bosch und die Bayer AG, deren Produktionsstätten sich auf vier große Industrieparks konzentrieren. Innerhalb der Stadtgrenzen Tolucas werden heute 1,2 % des mexikanischen Bruttoinlandsproduktes bzw. 12,5 % der Wirtschaftsleistung des Bundesstaates México erwirtschaftet.
Toluca ist durch eine Autobahn mit Mexiko-Stadt und Guadalajara verbunden und besitzt einen internationalen Flughafen (Flughafen Toluca).

## Kultur und Sehenswürdigkeiten

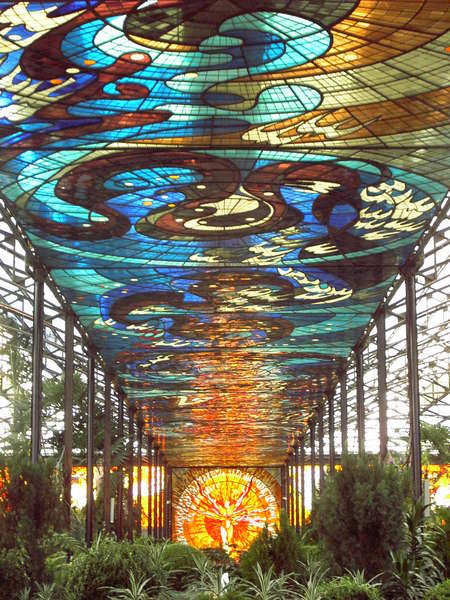
Botanischer Garten Toluca

Toluca besitzt mit seinen zwölf Museen, zwei Theatern und über 20 Kinos ein reiches Kultur- und Freizeitangebot. Im Konzertsaal Sala Felipe Villanueva finden jeden Freitag klassische Konzerte des Orquesta Sinfónica del Estado de México statt. Das große Ensemble gehört zu den besten Klangkörpern des Landes und wurde auch international gefeiert.
Eine der bekanntesten Sehenswürdigkeiten in Toluca ist der botanische Garten. Der botanische Garten erzählt auf seinen Buntglasfenstern, welche zu den größten der Welt gehören, die Entstehung und den Untergang des Menschen. Er befindet sich im unmittelbaren Stadtzentrum von Toluca.
Weitere wichtige Sehenswürdigkeiten sind u. a. die auf das 16. Jahrhundert zurückgehende Altstadt, die Kathedrale des römisch-katholischen Bistums Toluca und die zahlreichen Märkte, auf denen auch traditionelles Kunsthandwerk der indianischen Bevölkerung angeboten wird. Hierfür ist unter anderem die im Südosten an Toluca angrenzende Gemeinde Metepec mit einem hohen kulturellen und künstlerischem Angebot bekannt.
Die unweit Toluca de Lerdos gelegene archäologische Zone von Calixtlahuaca mit Ruinen, die u. a. toltekische Einflüsse aufweisen, ist das wichtigste präkolumbische Denkmal Tolucas. Unweit von Toluca, noch im Gemeindegebiet gelegen, befindet sich der Vulkan Nevado de Toluca oder in Nahuatl Xinantécatl. Der Vulkan, welcher seit langer Zeit inaktiv ist, hat eine Höhe von ca. 4650 m.

## Bildung

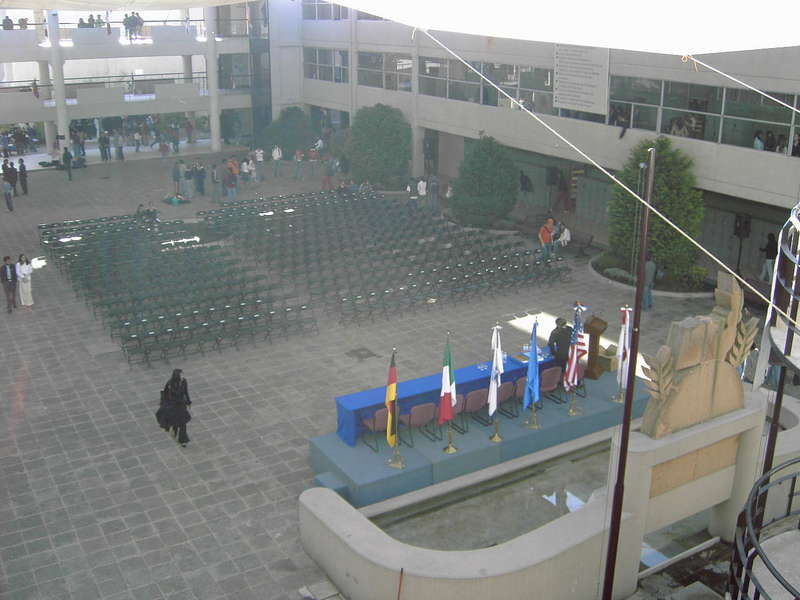
Tecnológico de Monterrey

Bildungszentrum in Toluca ist die Tecnológico de Monterrey (sowohl Universität als auch College). Der Campus ist mit hochmoderner Technik ausgestattet. Dort wurden beispielsweise diverse Bauteile für DaimlerChrysler entwickelt. Jedes Jahr im Herbst findet auf dem Campus eine UN-Versammlung für Schüler und Studenten statt (TOLMUN).
Seit 2009 befindet sich in Toluca de Lerdo die Universität UAM Lerma. Sie ist Teil der Universidad Autónoma Metropolitana.

## Sport
Der Club Deportivo Toluca spielt in der ersten mexikanischen Fußballliga und hat seine Heimat in der über 30.000 Leute fassenden Bombonera in der Stadtmitte.

## Städtepartnerschaften
Partnerstädte Tolucas sind:
| Stadt                                     | Land                    | seit | Typ                |
| ----------------------------------------- | ----------------------- | ---- | ------------------ |
| Brescia                                   | Italien                 |      | Städtefreundschaft |
| Caparroso                                 | Spanien                 | 1977 | Partnerstadt       |
| Cartago                                   | Costa Rica              | 2000 | Partnerstadt       |
| Concepción                                | Dominikanische Republik | 2001 | Partnerstadt       |
| Đà Nẵng                                   | Vietnam                 | 2015 | Partnerstadt       |
| Debrecen                                  | Ungarn                  | 2015 | Partnerstadt       |
| Ensenada                                  | Mexiko                  |      | unbestätigt        |
| Fort Worth                                | Vereinigte Staaten      | 1998 | Partnerstadt       |
| Galveston                                 | Vereinigte Staaten      |      | unbestätigt        |
| Kozani                                    | Griechenland            |      | unbestätigt        |
| La Plata                                  | Argentinien             | 2010 | Schwesterstadt     |
| Lima                                      | Peru                    |      | unbestätigt        |
| Nanchang                                  | Volksrepublik China     | 1988 | Partnerstadt       |
| Novi Sad                                  | Serbien                 | 2015 | Partnerstadt       |
| Ramallah                                  | Palästina               | 2017 | Partnerstadt       |
| Urawa, Saitama (2001 zu Saitama, Saitama) | Japan                   | 1979 | Schwesterstadt     |
| Santiago de Cuba                          | Kuba                    | 2018 | Partnerstadt       |
| Suwon                                     | Südkorea                | 1999 | Schwesterstadt     |
| West Covina                               | Vereinigte Staaten      |      | unbestätigt        |
| Xalapa                                    | Mexiko                  | 2011 | Partnerstadt       |

## Söhne und Töchter der Stadt
- Adriana Barraza (* 1956), Schauspielerin
- Javier Lozano Barragán (1933–2022), Kurienkardinal, Präsident des Päpstlichen Rates für die Pastoral im Krankendienst
- Diana González Barrera (1993–2019), Fußballspielerin
- Mabel Cadena (* 1990), Schauspielerin
- Pablo González Casanova (1922–2023), Soziologe
- Gerardo Ceballos (* 1958), Biologe, Ökologe und Naturschützer
- Juan Dosal (* 1942), Fußballspieler
- Jorge Rodríguez Esquivel (1968–2024), Fußballspieler
- Manuel Fritsch (* 1977), deutscher Journalist, Spielekritiker und Podcaster
- Otto von Herff (1856–1916), deutscher Arzt und Professor
- Salvador Mejía (* 1961), Fernsehproduzent
- Sigifredo Mercado (* 1968), Fußballspieler
- Victoria Montero (* 1991), Badmintonspielerin
- Guillermo Ortiz Mondragón (1947–2021), katholischer Geistlicher, Bischof von Cuautitlán
- Vicente Pereda (* 1941), Fußballspieler
- Ignacio Pichardo Pagaza (1935–2020), Politiker und Diplomat
- Francisco Hernández Pineda (1927–2011), Fußballspieler
- Dulce María Rodríguez (* 1972), Langstreckenläuferin
- Alejandro Solalinde (* 1945), Priester und Menschenrechtler
- Daniel Valencia (* 2004), Eishockeyspieler
- Luis Valencia (* 2006), Eishockeyspieler